# スズキ・リカージョン
リカージョン（RECURSION）は、スズキが製造したコンセプト車である。

## 概要
2013年の東京モーターショーで発表された。オートバイのこだわりを形にしたスタイリングに、 ビッグバイクの走りとミドルバイクの扱いやすさや経済性をダウンサイジングエンジンにすることで両立させたコンパクトロードスターで新設計の588cc水冷直列2気筒エンジンとインタークーラーターボを組み合わせた高い環境性能を誇り、74kW(100PS)/8,000rpmの最高出力を実現した次世代オートバイとして開発された。車両重量が174kgと軽くワインディングで厚いトルクと爽快な加速を、街中で経済的で扱いやすくなっている。指先のタッチで各機能をコントロールできるハンドルスイッチを新開発することで操作性を向上させている。安全装備としてはトラクションコントロールシステムとブレーキアシストを採用し、フロントカメラと連動し衝突や転倒などの危険性が高いときにライダーに振動で知らせるハプティックパッドをシートサイド部に装備している。名前のリカージョンは回帰、再帰を意味し、走る楽しさに重点を置いている。
2021年11月10日、特許登録された図面の中に、冷却系統に関するものでこの車両とほぼ同じ形の図面があった。

## 参照
1. 1 2 3 4  "スズキ株式会社　企業ニュース　2013年10月29日　第43回東京モーターショー2013への出品概要" 2017年10月14日検索。
2. 1 2  東京モーターショー情報!
3. 1 2  スズキ 第43回東京モーターショー2013
4. ↑  “スズキのターボバイク「リカージョン」計画は生きていた!? 冷却系統などの特許図が出現”. young-machine.com (2021年11月15日). 2024年1月28日閲覧。